# Stazione di Massarosa-Bozzano
Stazione di Massarosa-Bozzano vasútállomás Olaszországban, Massarosa település Bozzano frazionéjában.

## Vasútvonalak
Az állomást az alábbi vasútvonalak érintik:
- Viareggio-Firenze-vasútvonal

## Kapcsolódó állomások
A vasútállomáshoz az alábbi állomások vannak a legközelebb:
- Stazione di Nozzano (Stazione di Lucca)
- Stazione di Viareggio
- Stazione di Viareggio Scalo